# برنامه احتیاطی
برنامه احتیاطی (انگلیسی: Contingency plan) طرح احتیاطی یا برنامه احتمالی، طرحی برای مدیریت ریسک است، که به منظور دستیابی به نتیجه‌ای غیر از برنامه مورد انتظار، طراحی و برنامه‌ریزی می‌شود. برنامه احتیاطی اغلب برای پوشش ریسک‌های منحصربفردی که احتمال وقوع آنها پایین بوده، ولی در صورت وقوع، تأثیرگذاری بالا دارند، مورد استفاده قرار می‌گیرد. برنامه‌های احتیاطی اغلب توسط دولت‌ها یا شرکت‌های بزرگ، برای رویدادهای احتمالی آتی تهیه شده و در مواقع بحران به کار گرفته می‌شود. نمونه‌ای از برنامه‌های احتیاطی؛ سیاست‌های کاهش تأثیر بلایای طبیعی احتمالی می‌باشد. مؤسسه ملی فناوری و استانداردها راهنمایی برای برنامه‌ریزی احتیاطی سیستم‌های فناوری اطلاعات منتشر کرده‌است.